# Cavazzo Carnico
Cavazzo Carnico (friuli nyelven Cjavaç) település Olaszországban, Friuli-Venezia Giulia régióban, Udine megyében. Lakosainak száma 942 fő (2023. január 1.). Cavazzo Carnico Bordano, Tolmezzo, Trasaghis, Venzone, Verzegnis, Vito d’Asio és Amaro községekkel határos.

## Népesség
A település népességének változása:
| Lakosok száma | 1059 | 1024 | 942  |
|               | 2017 | 2018 | 2023 |